# Батерст-Инлет (камень)

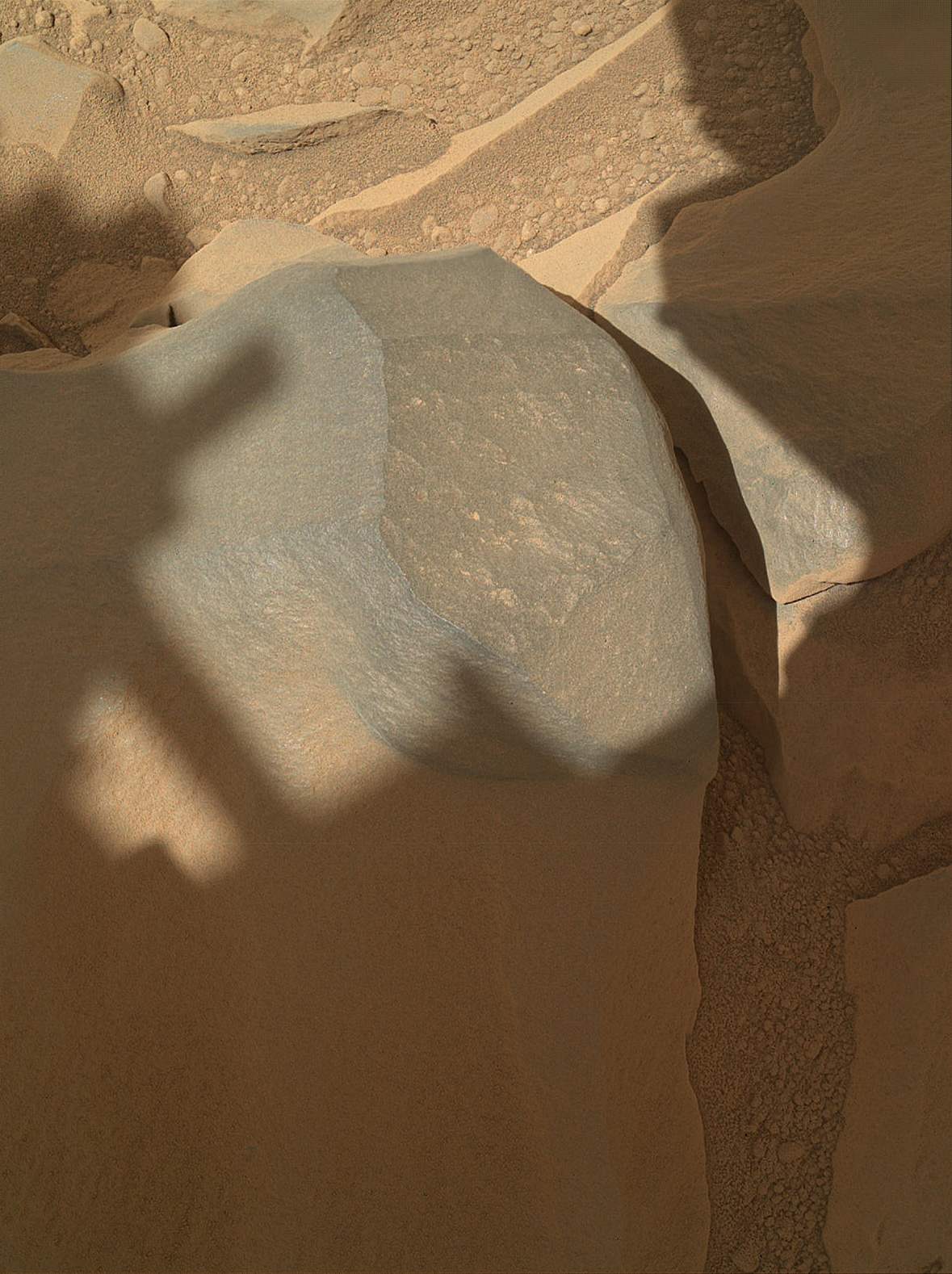
Область камня Батерст-Инлет размерами 16 см × 12 см (разрешение снимка — 105 микрон на пиксель), 30 сентября 2012 года.

Батерст-Инлет (англ. Bathurst Inlet) — камень сероватого оттенка, найденный марсоходом Кьюриосити 30 сентября 2012 года. Камень находится на равнине Aeolis Palus, лежащей между долиной Мира и горой Эолида, в кратере Гейла, на планете Марс. Приблизительные координаты — 4°35′ ю. ш. 137°26′ в. д. / 4,59° ю. ш. 137,44° в. д. Камень был встречен марсоходом Кьюриосити на пути от Bradbury Landing в местности Гленелг 30 сентября 2012 года. Камень назван в честь Батерст-Инлета, глубокого выреза берега, протянувшегося вдоль северного побережья Канады.
Команда марсохода выбрала камень в качестве «мишени» для первых исследований инструментами, находящимися на манипуляторе Кьюриосити:
- Камера MAHLI — может снять изображение размером 1600 × 1200 пикселей и с разрешением до 14,5 мкм на пиксель;
- Альфа-протон-рентгеновский спектрометр[англ.] (APXS)[1][2];

Порода камня настолько мелкозернистая, что различить в ней отдельные кристаллики не удалось. Это означает, что их размер меньше 80 мкм (разрешение снимков, сделанных камерой MAHLI). Даже трудно понять, из чего состоит эта порода, настолько её структура кажется однородной, что довольно необычно для марсианской породы.

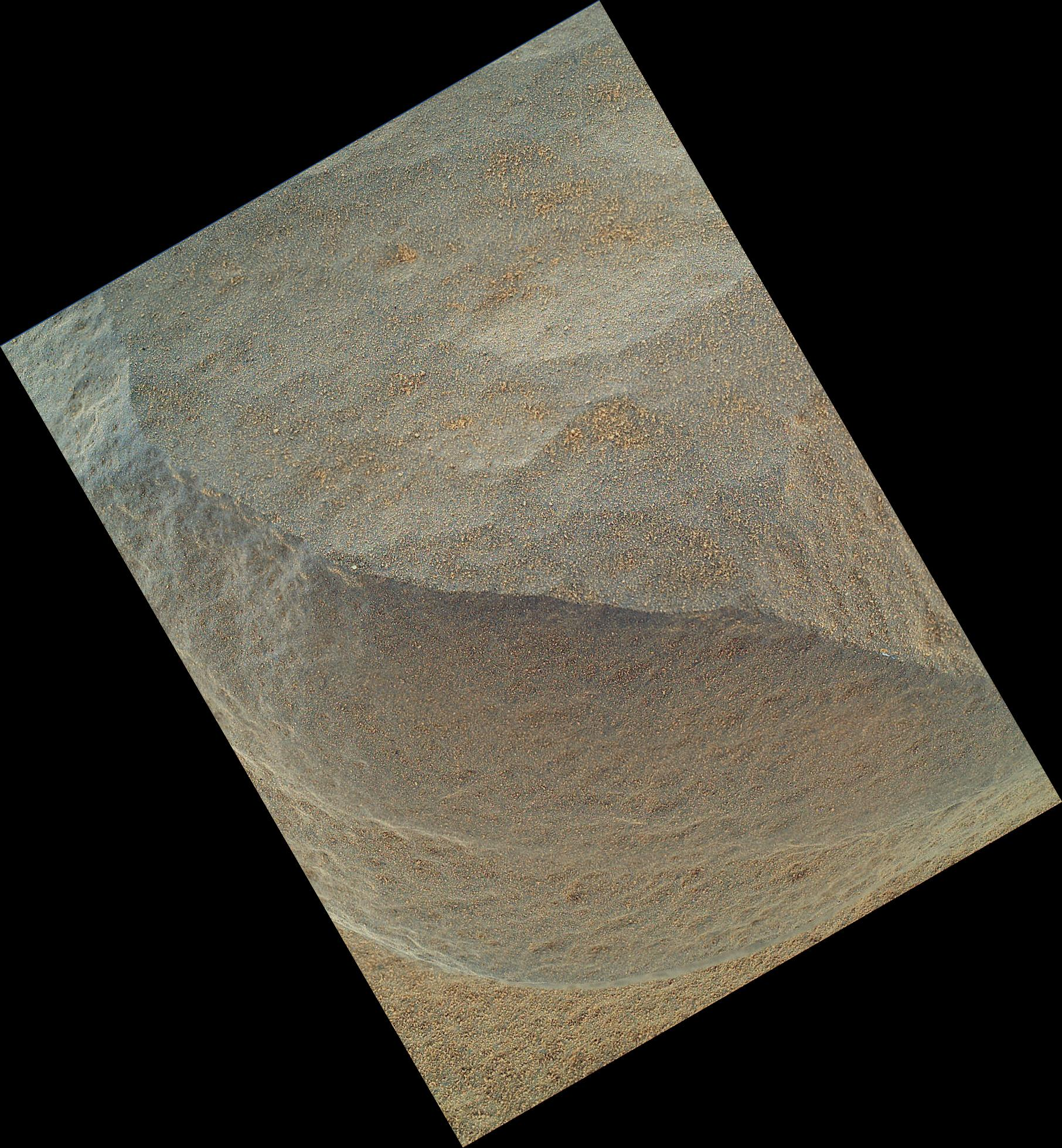
Область камня Батерст-Инлет размерами 3,3 см × 2,5 см, 30 сентября 2012 года
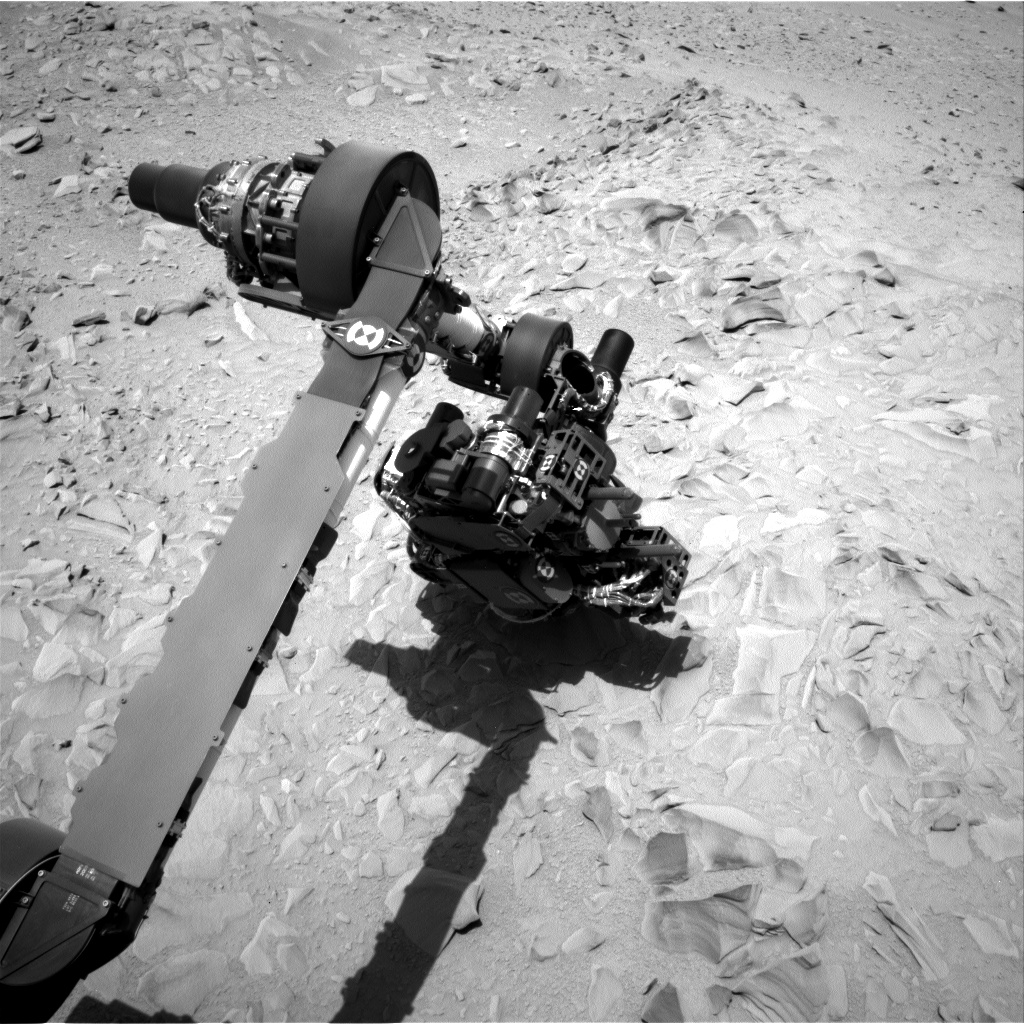
Кьюриосити осматривает камень Батерст-Инлет своим манипулятором